# One Day in Your Life (Anastacia)
One Day in Your Life è un brano musicale della cantautrice statunitense Anastacia pubblicato nel 2002 come secondo singolo estratto dal suo secondo album Freak of Nature. Per il mercato americano, il brano è stato il primo e unico estratto dell'album.
Scritto da Anastacia, Sam Watters e Louis Biancaniello.

## Descrizione

### Composizione
Scritta nella tonalità di Fa♯m con un tempo di 120 battiti al minuto, la strumentazione di One Day in Your Life presenta chitarra, tastiere e un persistente uso del sintetizzatore. Gli accordi si sviluppano nella sequenza di ReM–MiM–Do#7–Fa♯m.

### Temi trattati
Il testo cattura l'essenza del crepacuore e la lotta per superare una relazione fallita. Spiccano il senso di tradimento e abbandono evidenziando il tumulto emotivo sperimentato dalla protagonista.
Addentrandosi nel viaggio emotivo descritto nei testi, One Day In Your Life mette in mostra la cruda vulnerabilità della protagonista mentre affronta il dolore di essere stata lasciata. Le parole toccanti della canzone e la sentita interpretazione dell'artista, evocano un senso di desiderio e tristezza.
Anastacia trasmette un messaggio di rinascita e di forza interiore. Il testo parla dell'idea di crescita personale di fronte alle avversità, sottolineando l'importanza di andare avanti e trovare forza nel proprio valore. L'impatto della canzone risiede nella sua capacità di ispirare gli ascoltatori ad abbracciare le proprie emozioni e a emergere più forti da situazioni difficili.
che mi hai fatto piangere, e baby, sono più forte di prima, devi giocartela in prima linea, forse un giorno.»
(One Day in Your Life)
Inno di auto-scoperta e narrazione di guarigione, trascina l'ascoltatore nella sua profondità emotiva ricordandogli la forza intrinseca che si trova nella vulnerabilità e nel dolore.

## Accoglienza
Jose F. Promis di AllMusic ha definito la canzone come uno dei "momenti brillanti" dell'album, affermando che: "La drammatica One Day in Your Life segue la formula del suo successo precedente, I'm Outta Love, ma migliore, con voci più svettanti ed epiche e suona come una versione rock di un classico da discoteca dimenticato".
Mark Bautz di Entertainment Weekly ha affermato che la traccia è "leggermente retrò", mentre Sal Cinquemani dello Slant Magazine descrive la traccia come una composizione "soul-disco".
Sion Smith di Counter Culture ha elogiato l'album nel suo insieme, includendo One Day in Your Life nella categoria delle canzoni dall'album che meritano lo status di singolo.

## Video musicale
Il video per One Day in Your Life, è il primo video che Anastacia ha affidato alla regia di Dave Meyers, il quale aveva precedentemente lavorato con Britney Spears, Pink (cantante) e Bow Wow; è stato girato fra il 16 e il 17 gennaio 2002 a Los Angeles e Santa Monica.

### Sinossi
All'inizio del video si vede Anastacia prendere la propria colazione mentre canta i primi versi del brano, poi comincia a ballare, e nella stanza in cui si trova appaiono altri ballerini. La scena si sposta sul bordo di una piscina, dove alcuni ragazzi stanno nuotando ed altri giocano a beach volley o a golf, mentre Anastacia, sdraiata ed in bikini e con le treccine, prende il sole e continua a cantare, ricevendo una "doccia" da un giardiniere. Nella terza ed ultima sequenza la cantante statunitense, inquadrata dopo un "viaggio" all'interno di un castello di sabbia, continua la sua performance, mentre alle sue spalle si assiste ad una serie di salti con lo skateboard all'interno di una rampa, e a una partita di beach volley.
Esiste anche una versione alternativa di questo video, trasmessa negli Stati Uniti. Essenzialmente si tratta delle stesse sequenze montate diversamente, con aggiunte altre scene inizialmente escluse dal primo video, con una melodia leggermente diversa. Entrambe le versioni sono contenute nel DVD della cantante The Video Collection.

## Tracce
UK CD single
1. "One Day in Your Life" (Album Version) – 3:26
2. "One Day in Your Life" (M*A*S*H Classic Mix) – 7:40
3. "One Day in Your Life" (Almighty Mix) – 7:44
4. "One Day in Your Life" (Video)

European CD single
1. "One Day in Your Life" (Album Version) – 3:26
2. "One Day in Your Life" (M*A*S*H Classic Mix) – 8:48

European CD maxi single
1. "One Day in Your Life" (Album Version) – 3:26
2. "One Day in Your Life" (M*A*S*H Classic Mix) – 8:48
3. "One Day in Your Life" (M*A*S*H Dub Mix) – 7:14
4. "One Day in Your Life" (Almighty Mix) – 7:44
5. "One Day in Your Life" (Almighty Dub) – 5:58

Australian CD single
1. "One Day in Your Life" (Album Version) – 3:29
2. "One Day in Your Life" (M*A*S*H Radio Mix #2) – 3:42
3. "One Day in Your Life" (Almighty Mix) – 7:46
4. "One Day in Your Life" (M*A*S*H Classic Mix) – 7:40
5. "One Day in Your Life" (Video)

Japanese CD single
1. "One Day in Your Life" – 3:26
2. "Bad Girls" (Live at the Brits 2002 with Jamiroquai)
3. "One Day in Your Life" (M*A*S*H Radio Edit) – 3:56
4. "One Day in Your Life" (Almighty Dub) – 5:58

European 12" single
A1. "One Day in Your Life" (Album Version) – 3:26
A2. "One Day in Your Life" (M*A*S*H Classic Mix) – 8:48
A3. "One Day in Your Life" (M*A*S*H Dub Mix) – 7:14
B1. "One Day in Your Life" (Almighty Mix) – 7:44
B2. "One Day in Your Life" (Almighty Dub) – 5:58
U.S. double 12" promo single
A1. "One Day in Your Life" (Hex Hector/Mac Quayle Club Mix) – 10:32
A2. "One Day in Your Life" (Hex Hector/Mac Quayle Dub Mix) – 5:20
B1. "One Day in Your Life" (M*A*S*H Classic Mix) – 8:48
B2. "One Day in Your Life" (M*A*S*H Dub Mix) – 7:14
C1. "One Day in Your Life" (Eric Kupper Club Mix) – 7:47
C2. "One Day in Your Life" (Eric Kupper Dub Mix) – 6:39
D1. "One Day in Your Life" (Almighty Mix) – 7:44
D2. "One Day in Your Life" (Almighty Dub) – 5:58

## Classifiche
| Classifica (2002)            | Posizione massima |
| ---------------------------- | ----------------- |
| Australia                    | 6                 |
| Austria                      | 9                 |
| Belgio (Flanders)            | 18                |
| Belgio (Wallonia)            | 28                |
| Danimarca                    | 15                |
| Paesi Bassi                  | 8                 |
| Europa                       | 19                |
| Finlandia                    | 14                |
| Francia                      | 27                |
| Germania                     | 9                 |
| Ungheria                     | 2                 |
| Irlanda                      | 15                |
| Italia                       | 7                 |
| Nuova Zelanda                | 15                |
| Norvegia                     | 11                |
| Spagna                       | 10                |
| Svezia                       | 16                |
| Svizzera                     | 5                 |
| Regno Unito                  | 11                |
| USA (Bubbling Under Hot 100) | 18                |
| USA (dance)                  | 1                 |